# Kevin McCloud
Kevin McCloud MBE (født 8. maj 1959) er en britisk designer, forfatter og tv-vært bedst kendt for sit arbejde på Channel 4 med serien Grand Designs, som han har præsenteret siden 1999 og hans HAB Housing, der udvikler boliger.

## Opvækst
Han blev født i Bedfordshire, og har to brødre, Terence og Graham. De voksede op i et hus, som deres forældre havde bygget. Hans far, Donald, var videnskabsmand og arbejdede med raketter, og McCloud tilskriver hans hang til godt håndværk, funktionalitet og smart ingeniørkunst til sin far. McCloud gik på Dunstable Grammar School, som senere blev til Ashton Middle School, og studerede derefter kunsthistorie og arkitektur på Corpus Christi College, Cambridge.

## Karriere

### Designer
Efter endt uddannelse arbejde McCloud som teaterdesigner, og etablerede sit egen lys-design firma kaldet 'McCloud Lighting', der på et tidspunkt beskæftigede 26 mennesker. Hans arbejde inkluderer bl.a. udskårne og bemalede lofter i rokokostil i Harrods og flere projekter i samarbejde med J.J. Desmond Interiors og lysinstallationer i Ely Cathedral, Edinburgh Castle, Savoy Hotel og Dorchester Hotel. I dag koncentrerer han sig primært om sit arbejde med TV, journalistik og produktdesign som bl.a. tæller arbejde for flere britiske producenter.
McClouds første bog, Kevin McCloud's Decorating Book, blev udgivet i 1990, og bliver fortsat udgivet på fem sprog. The Techniques of Decorating og Kevin McCloud's Lighting Book udkom i 1995 og The Complete Decorator i 1996.

### Fjernsyn
McClouds først eoptræden på fjernsyn var som gæstevært i Homefront på BBC Two. I 1999 begyndte han at skrive og præsentere Grand Designs, et program der handler om usædvanlig og kunstfærdig arkitektur i private boligprojekter. Det bliver produceret af Talkback Thames og har kørt i 14 sæsoner. I serien møder McCloud familier, der opfører nye boliger eller renoverer eksisterende, og følger projektet over en længere periode. Han er ofte skeptisk overfor designet, tidsplaner og budgetter, og håber at alt går godt.
Han har også skrevet og præsenteret Grand Designs Indoors og Grand Designs Abroad. I sidstnævnte serie demonstrerer McCloud sine sprogkundskaber på flydende fransk og italiensk og optræder af og til som tolk for folk, som bygger huse i områder, hvor de ikke kan sproget. Han er redaktør for tidsskriftet Grand Designs, og har været i styrekomiteen for flere udstillinger og messer kaldet "Grand Designs Live" i 2005 og 2006.
Den 30. november 2008 var han gæst i Top Gear og var deres Star in a Reasonably-Priced Car. Han endte med en tid på 1:45.87, hvilket gjorde ham til nummer to på rekordlisten lige efter Jay Kay, som kørte i tiden 1:45.83.
McCloud var vært på Kevin McCloud's Grand Tour på Channel 4 i slutningen af sommeren og begyndelsen af efteråret i 2009. I de fire dele af serien kiggede McCloud på populære europæiske byer og steder fra antikken, og beskrev hvordan de har påvirket britiske vaner og arkitektur.
I januar 2010 var McCloud vært på dokumentaren Kevin McCloud: Slumming It i to dele, der omhandlede et 2-ugers ophold i Mumbais Dharavi-slum. In 2011, McCloud appeared on an episode of Carpool.
I september 2012 var McCloud vært på Kevin McCloud's Man Made Home på Channel 4, der var en miniserie i fire dele, hvor han opførte en hytte i skoven, med vægt på bæredygtighed, og materialer fra næromådet. I 2013 blev hytten flyttet til et sted med udsigt til havet ved Watchet på Somersets kyst, og der blev filmet yderligere fire afsnit. I august 2013 deltog McCloud i Blue Anchor Raft Race til Minehead RNLI.
I juni 2015 var han vært på Escape to the Wild. Han tog me fire forskellige britiske familier, der havde forladt Storbritannien, for at bo på fjerntliggende øde steder i hele verden; på en ø i Stillehavsnationen Tonga, nær en vulkan i Chile, i junglen i Belize og i Jämtland, Sverige. Han fulgte deres dagligdag og viste bl.a. hvordan de skaffede mad og vand.
McClouds eneste tv-serie Kevin McCloud's Rough Guide to the Future er en tredelt serie på Chanel 4, hvor de tre komikere Alice Levine, Jon Richardson og Phil Wang medvirker. Komikerne blev sendt rundt i verden fo at se på planetens største problemer og den teknologi, som måske kan løse problemerne.
I 2020 var McCloud fortæller i Celebrity Snoop Dogs, der gav seerne mulighed for at forskellige kendissers hjem via et kamera der var monteret på deres respektive hunde.

## Ejendomsudvikler
I begyndelsen af 2007 skabte han HAB Housing Limited, ("Happiness, Architecture, Beauty"). McCloud ledte et konsortium der købte to byggegrunde til at opføre HABs boliger i udkanten af Swindon, Wiltshire.
I oktober 2009 blev det annonceret at HAB Oakus, et joint venture mellem HAB og GreenSquare, havde fået byggetilladelse til sit første byggeri i Swindon. Boligområdet, der fik navnet The Triangle, havde 42 matrikler og skulle ligge på sted, hvor en tidliger campingplads havde været. Ejendommene skulle være "bæredygtige og billige". Homes And Communities Agency, et nationalt bolig-agentur havde annonceret at de ville bidrage til byggeriet med £2,5m allerede i april 2010. Opførslen blev færdiggjort i slutningen af 2011. Udviklingen og bygeret blev filmet og sendt som en del af en Grand Designs-special kaldet Kevin's Grand Design. Der blev også etableret en hjemmeside om projektet.
I september 2013 slog HAB verdensrekorden for equity crowdfunding ved at få investeringer for over £1,9 mio fra offentligheden på platformen Crowdcube, og slog den tidligere rekord på £1,5 mio..
I august 2019 blev det reporteret at der endnu ikke var blevet udbetalt nogle penge til investorerne i HAB, der potentielt stod til at miste 97% af deres investeringer. Der blev også rapporteret problemer om andre byggerier som McCloud havde været involveret i.

## Hæder
I 2005 blev han udnævnt som æresdoktor i design på både Oxford Brookes og Plymouth University. Han modtog et Honorary Fellowship i Royal Institute of British Architects i 2006 og fra Society of Light & Lighting (SLL) i 2009.
McCloud blev udnævnt til Member of the Order of the British Empire (MBE) i 2014 for sine bidrag til bæredygtige design og energiforbedringer i boliger.
Han er protektor for Somerset Art Weeks, Carymoor Environmental Centre og Genesis Project og ambassadør for WWF Verdensnaturfonden, og deltager aktivt i kampagner om One Planet Living, som er foreningens bæredygtige projekt. Han er også formand for kampagnen Great British Refurb, om møblering på en energirigtig måde.

## Privatliv
McCloud bord i et hus fra 1400-tallet nær Frome, Somerset, med sin hustru Zani (Suzanna) og deres fire børn.
Han taler både fransk og italiensk.